# 临沂新村站
临沂新村站位于中华人民共和国上海市浦东新区东方路、浦三路与兰陵路交叉口，是上海地铁6号线的地铁车站。车站共有地下两层：地下一层为站厅层，地下二层为站台。车站于2007年12月29日启用，以黃色作為佈置的主要色彩。

## 车站结构

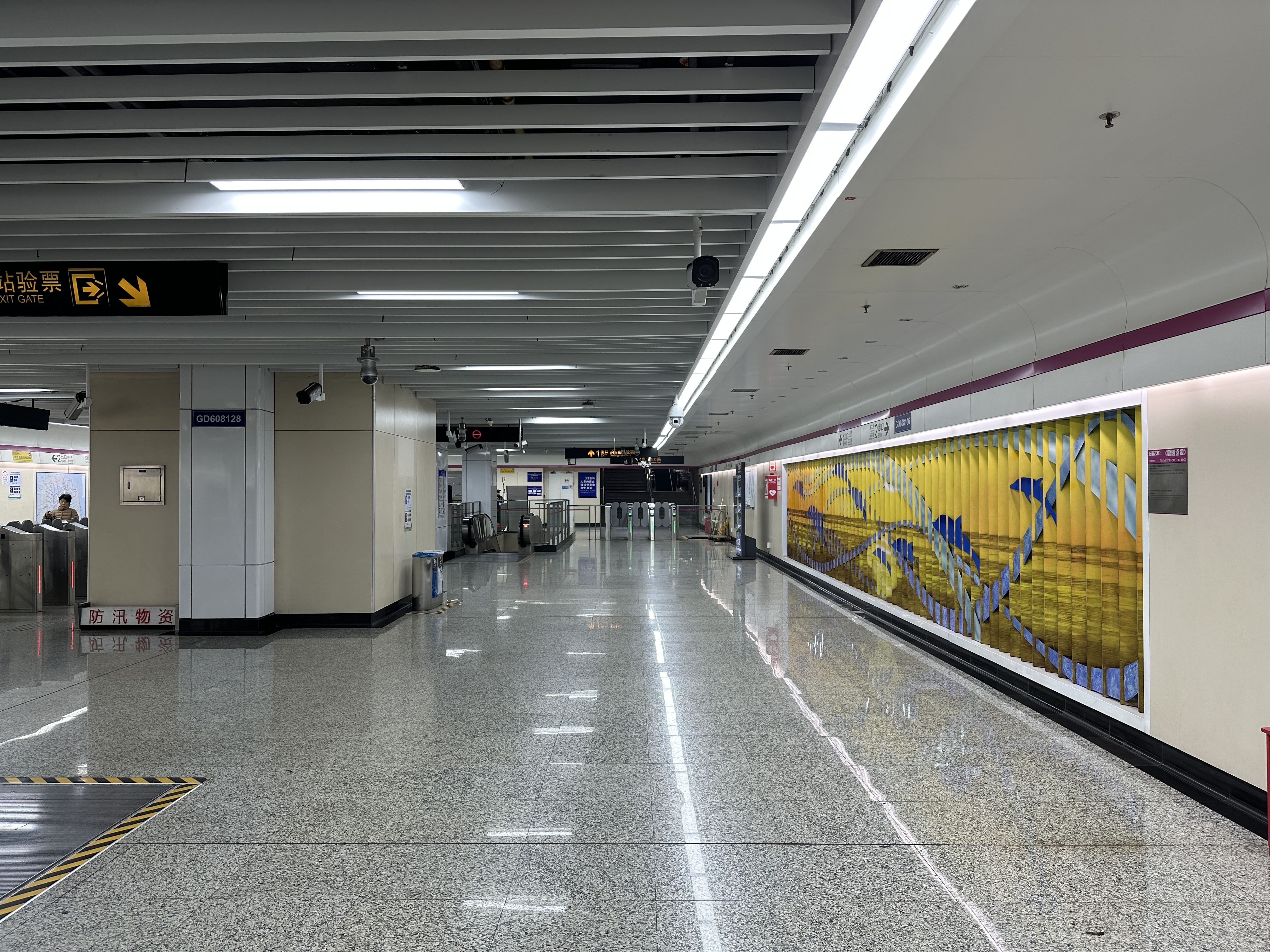
站厅

| 地面层   | 出入口             | 1-2出入口                            |  |  |
| 地下一层 | 站厅               | 票务服务、自动售票机、人工服务台     |  |  |
| 地下二层 |                    | █ 6号线 往东方体育中心（高科西路）   |  |  |
|          | 岛式站台，左侧开门 |                                      |  |  |
|          |                    | █ 6号线 往港城路（上海儿童医学中心） |  |  |

## 车站出口
临沂新村站共设2个出入口，各出入口如下所示：
| 出口编号            | 出口指示 | 照片 |
| ------------------- | -------- | ---- |
| 1 · 出口 · （设有） | 东方路   |      |
| 2 · 出口            | 东方路   |      |
| 图例： 设有         |          |      |

## 公交换乘
86、170、219、338、522、614、715、734、780、871、980、984、988、992、南川专线、徐川专线

## 周边地区
- 东方电视台
- 浦三路小学
- 浦东新区教育学院实验学校
- 浦东中学
- 南码头路街道办事处